# 南島原市立見岳小学校
南島原市立見岳小学校（みなみしまばらしりつ みたけしょうがっこう）は、長崎県南島原市西有家町見岳にあった公立小学校。略称は「見小」（みしょう）。
2016年（平成28年）3月末に閉校し、南島原市立西有家小学校に統合された。

## 概要
歴史
1873年（明治6年）開校。創立143周年を迎えた2016年（平成28年）に閉校し、南島原市立西有家小学校に統合された。
学校教育目標
校章
校歌
1979年（昭和54年）に制定。作詞は林田豊、作曲は福田伸光による。歌詞は3番まであり、各番に校名の「見岳校」が登場する。
校区
住所表記で南島原市西有家町の後に「見岳」が続く地域であった。中学校区は南島原市立西有家中学校。

## 沿革
- 1873年（明治6年）4月 - 町（まち）村見岳名赤仁田に「第五大学区 第三中学区[2] 見岳小学校」が開校。児童数は20名。
- 1877年（明治10年）6月4日 - 学区改正[3]により、「第五大学区第二中学区[4]見岳小学校」に改称。
- 1878年（明治11年）12月24日 - 郡制の施行に伴い学区が改正され、「南高来郡 隅田部[5] 見岳小学校」となる。
- 1886年（明治19年）9月 - 小学校令の施行により、「簡易見岳小学校」に改称。簡易科（修業年限2年）を設置。
- 1889年（明治22年）4月1日 - 町村制の施行により、西有家村立の小学校となる。
- 1893年（明治26年）
  - 1月 - 修業年限3年の尋常科を設置し、「見岳尋常小学校」に改称。初代校長に富田稔盛が就任。
  - 10月 - 台風により校舎が倒壊。翌年の1月まで民家を仮校舎として使用。
- 1894年（明治27年）2月 - 新校舎が完成。
- 1895年（明治28年）5月13日 - 修業年限を4年とする。
- 1898年（明治31年）4月 - 教室を増築。
- 1902年（明治35年）7月 - 採光不備により、第一校舎の大改修を実施。
- 1905年（明治38年）
  - 7月 - 現在地に移転。
  - 8月 - 校舎が完成。
  - 9月1日 - 授業を開始。
- 1908年（明治41年）4月 - 義務教育年限が4年から6年に延長されたことにより、尋常科5年を新設。字慈恩寺に校舎を改築して移転。
- 1909年（明治42年）4月 - 尋常科6年を新設。
- 1921年（大正10年）9月 - 慈恩寺実業補習学校が併設される。
- 1926年（大正15年）- 実業補習学校に青年訓練所が併設される。
- 1927年（昭和2年）4月1日 - 西有家村が町制施行により西有家町となったため、西有家町立の小学校となる。
- 1929年（昭和4年）3月 - 運動場を拡張。校舎を増築。
- 1933年（昭和8年）4月1日 - 見岳実業補習学校が西有家実業補習学校への統合のために廃止される。
- 1941年（昭和16年）4月1日 - 国民学校令の施行に伴い、「西有家町見岳国民学校」と改称。尋常科を初等科に改める。
- 1942年（昭和17年）11月8日 - 奉安殿が完成。
- 1944年（昭和19年）
  - 5月17日 - 教育後援会が発足。
  - 11月1日 - 母親学級を開設。
  - 11月11日 - 防空壕を5ヶ所設置。
- 1946年（昭和21年）
  - 1月10日 - 防空壕を埋める。
  - 2月2日 - 奉安殿を撤去。
- 1947年（昭和22年）4月1日 - 学制改革（六・三制の実施）により、見岳国民学校の初等科が改組され「西有家町立見岳小学校」となる。
- 1950年（昭和25年）11月3日 - 3教室を増築。
- 1952年（昭和27年）6月4日 - 旧校舎の屋根をスレートから瓦に変更する。
- 1954年（昭和29年）9月7日 - 運動場を拡張。
- 1956年（昭和31年）
  - 4月30日 - 校庭スタンドが完成。
  - 9月 - 国旗掲揚台を設置。
- 1957年（昭和32年）9月 - グランドピアノを購入。
- 1960年（昭和35年）7月15日 - 鼓笛隊を結成。
- 1961年（昭和36年）4月 - 生徒数が最大の236名（男子119・女子117）を記録する。
- 1964年（昭和39年）9月 - 校門を改修。
- 1967年（昭和42年）10月9日 - 藤棚を設置。
- 1969年（昭和44年）10月16日 - 岩石園を設置。
- 1970年（昭和45年）10月5日 -  簡易水道を敷設。
- 1972年（昭和47年）1月17日 - 体育館が完成。
- 1973年（昭和48年）2月13日 - 創立100周年記念式典を挙行。
- 1976年（昭和51年）3月14日 - 図書館が完成。
- 1978年（昭和53年）- ツツジを植樹。
- 1979年（昭和54年）
  - 3月1日 - 校旗を制定。
  - 3月10日 - 校歌を制定。
- 1980年（昭和55年）
  - 7月23日 - 旧校舎を解体。
  - 9月1日 - プレハブ校舎を設置。
- 1981年（昭和56年）
  - 2月20日 - 校舎が完成。
  - 8月31日 - 運動場を拡張。
- 1982年（昭和57年）
  - 6月18日 - 砂場を設置。
  - 8月18日 - 観察池を設置。
- 1985年（昭和60年）10月8日 - プールが完成。
- 1986年（昭和61年）
  - 1月10日 - 広域農道建設により、校門を改修。
  - 8月 - 鼓笛隊を結成。
- 1991年（平成3年）4月 - 完全給食を開始。
- 2006年（平成18年）3月31日 - 南島原市の発足に伴い、「南島原市立見岳小学校」（現校名）に改称。
- 2016年（平成28年）3月31日 - 西有家地区の小学校5校（西有家・龍石・見岳・慈恩寺・長野）の統合により閉校。

## 参考資料
- 「西有家町郷土誌」（1998年（平成10年）3月1日発行, 西有家町）p.626 -
- 「長崎新聞に見る長崎県戦後50年史（1945～1995）」（1995年（平成7年）8月9日発行, 長崎新聞社）「西有家町」